# Most na Soči
Most na Soči is een plaats in Slovenië en maakt deel uit van de gemeente Tolmin in de NUTS-3-regio Goriška. De plaats telde 416 inwoners op 1 januari 2020.
Er is een autotrein van Most na Soči via Podbrdo naar Bohinjska Bistrica.
Most na Soči had in de tijd van het Habsburgse Monarchie en later Oostenrijks-Hongaarse Monarchie de naam Sankt Lucia, oftewel Sankt Lucia bei Tolmein. Na 1918 werd Sankt Lucija deel van het Koninkrijk Italië. Toen kreeg het de naam Santa Lucia of Santa Lucia di Tolmino. Santa Lucia was tot en met 1943 deel van het koninkrijk Italië. Tussen 1943 en 1945 hadden de nazi's het van de Italianen overgenomen. Tussen 1945 en 1947 was het onderdeel van ZONE B. Na de Tweede Wereldoorlog kon er nog geen beslissing worden genomen waar de nieuwe grens zou lopen tussen de nieuwe landen (Republiek Italië en Socialistische Federale Republiek Joegoslavië) en daarom hadden ze een Zone A (bezet door het Britse en Amerikaanse leger) en Zone B (Joegoslavisch leger) gesticht. In 1947 werd Santa Lucia deel van de Joegoslavische deelrepubliek Slovenië. Omdat Santa Lucia te Italiaans klonk en verbonden was aan religie, wat in het communistische regime niet echt goed van pas kwam, heeft het toenmalige regime in 1955 de naam veranderd in Most na Soči (letterlijk: brug over de Soča-rivier).

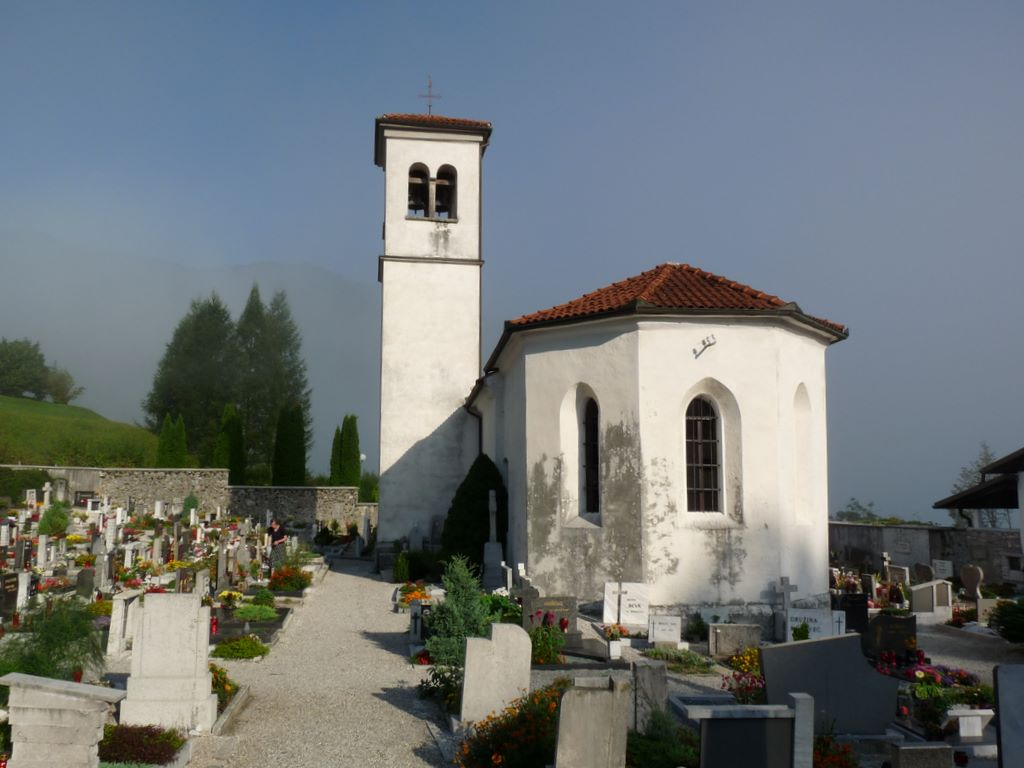
Kerk van St Maver
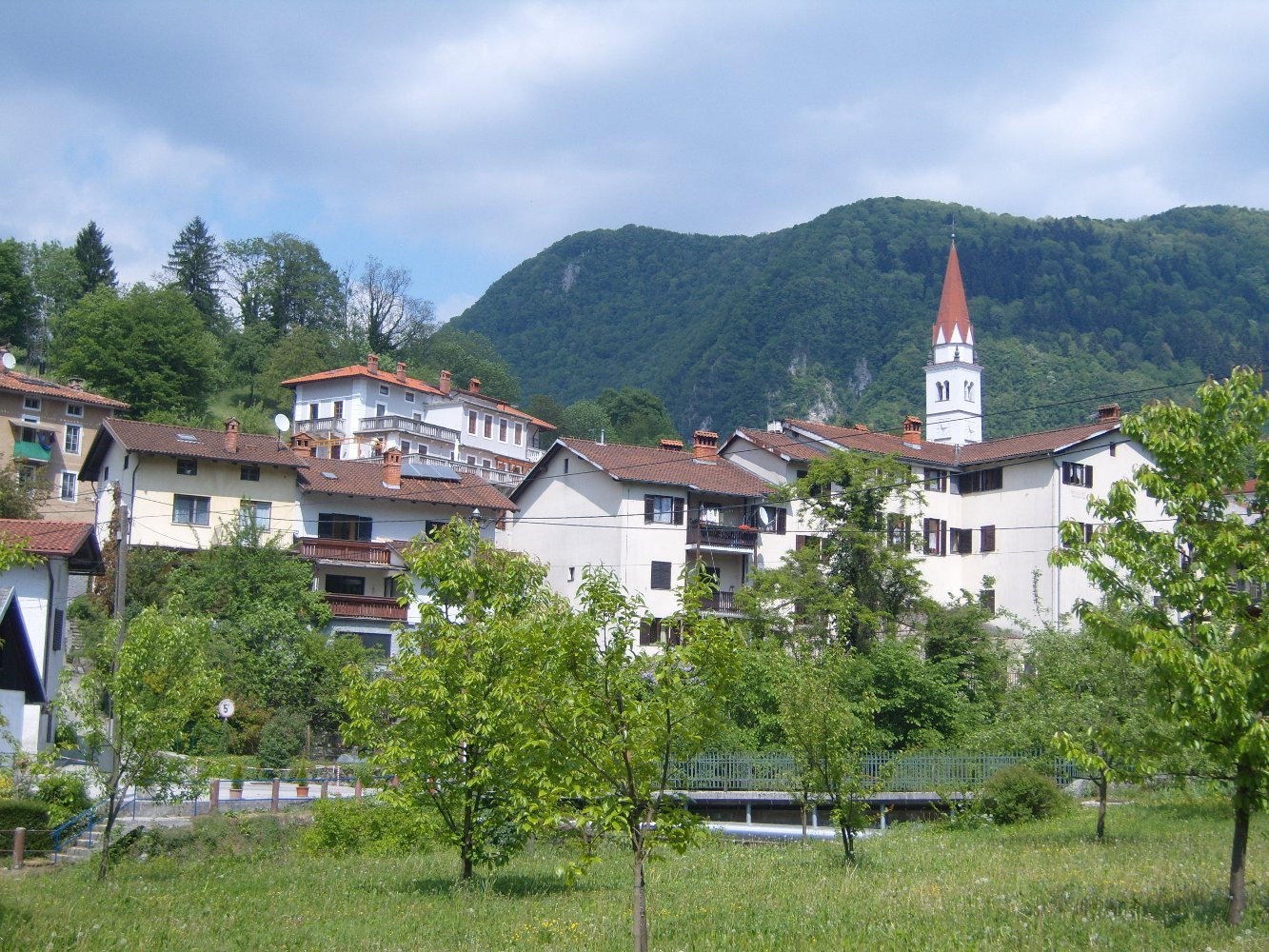
Most na Soči